# 米甲

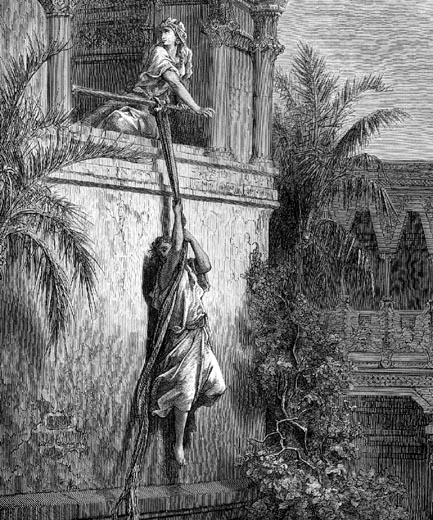
米甲帮助大卫逃脱
_{“于是米甲将大卫从窗户里缒下去；大卫就离去，逃走躲避了。”撒母耳记上19章12节
}

米甲（希伯來語：מיכל），天主教譯為米加耳，是希伯来圣经中扫罗王的女儿，大卫的妻子。他们的故事记载在撒母耳记中。

## 成为大卫的妻子
在撒母耳记上19章，她选择为了丈夫而背叛父亲的愿望。当扫罗的使者捕杀大卫时，米甲秘密将大卫送走，而假装他卧病在床。当大卫在外逃亡时，扫罗又将米甲嫁给拉亿的儿子帕铁，而大卫又娶了亚比该等几位妻子。 
在扫罗死后，大卫登基成为犹大王国的国王，他不顾申命记24章1-4节中关于前夫不可再娶已经被玷污之前妻的禁令，又将米甲接回。大卫并没有与米甲离婚，是扫罗造成了婚姻破裂的事实。因此他们在法律上没有离
婚，大卫没有按照希伯来律法写休书。但是，帕铁一路哭泣跟着米甲，直到押尼珥命令他回去。
大卫就打发使者去见扫罗的儿子伊施波设，说，你要将我的妻子米甲交给我；她是我从前用一百非利士人的阳皮所聘定的。
伊施波设就打发人去，将米甲从拉亿的儿子，她丈夫帕铁那里接回来。
米甲的丈夫和她同去，跟在她后面，一面走一面哭，直到巴户琳。押尼珥说：「你回去吧！」帕铁就回去了。大衛取回米甲，可謂合理，但是並不合情。因為他強迫拆毀了一對恩愛的夫妻。（撒母耳记下3:14-16）這件事可能使米甲失去對大衛的尊敬，以致後來她公開輕視大衛。（撒母耳記下6:16）

## 米甲崇拜耶和华的态度

### 家族神像
根據撒母耳記上19:12-13的記載，大衛的妻子米甲有一個家族神像。
分析一下這兩節經文的上下文。大衛的妻子米甲聽到掃羅王要殺害大衛的消息後，立即作出反應。聖經説：“米甲從窗口把大衛縋下去，大衛就逃走，躲避了。米甲把家族神像拿來（形狀大小可能像人一樣），放在床榻上，把一團山羊毛放在大衛原本枕下頭來的地方，用衣服蓋着。”掃羅的使者來捉拿大衛時，米甲告訴他們：“他病了。”這個計策讓大衛有足够的時間逃走。
考古發現表明，在古代，家族神像除了有宗教用途，還有法律用途。家族神像就如同契據或書面遺囑一樣，用來確立繼承權。看來，在某些情況下，女婿擁有家族神像，就有權在岳父去世後繼承財産。可能是由於這個緣故，在另一個較早的事例中，拉結拿走了父親的家族神像，而她的父親則急於把神像要回來。當時拉結的丈夫雅各並不知情。
以色列人立國之後，上帝向他們頒布十誡，其中第二條明令禁止製造偶像。後來，先知撒母耳對掃羅王説話的時候，間接提到這條誡命，説：“反叛跟占卜的罪相等，僭越跟使用魔法和神像的罪相同。”（撒母耳記上15:23）因此，一般以色列人不大可能用家族神像作為遺産繼承權的憑證。不過，可能有些以色列家庭仍然墨守這種古猶太的迷信風俗。米甲保存了一個家族神像，這顯示她沒有全心歸向耶和華。大衛要就不知道她擁有家族神像，要就看在她是掃羅王女兒的分上而容忍她。

### 大衛赤身跳舞
大衛攻取了耶路撒冷，把這城立為國都。大衛知道耶和華才是真正統治以色列的君王，所以他安排把象徵上帝臨在的約櫃運送到耶路撒冷。對大衛來説，運送約櫃到耶路撒冷絶非小事，他想讓所有人知道他十分歡喜快樂，於是跟抬着約櫃的祭司一起進城。耶路撒冷的居民看見他們的王“四處蹦跳”，“極力跳舞”。
不過，雖然大衛竭力把讚美歸於耶和華，但大衛的妻子米甲卻沒有加入這個歡樂的行列。相反，她從窗口往下望，“心裏就輕看大衛”。（撒母耳記下6：16）
她可能認為大衛作為一國之君，不應紆尊降貴，跟平民百姓一起慶祝。
（米甲貴為以色列國第一位君王掃羅的女兒，又是當時以色列國第二任君王的妻子。所以鄙視大衛做出看起來不像君王的行為。）
大衛回家時，米甲便語帶譏誚地説：“以色列王今天多麽光彩啊！他今天竟在臣僕的婢女眼前赤身露體，簡直像個沒有頭腦的人赤身露體一樣！”（撒母耳記下6:20）
大衛斥責米甲作为回应，指出耶和華已捨棄她父親掃羅，揀選了他作王，这显示了夫妻二人对崇拜这方面的不同态度。大衛又説：“我還要讓自己受到更大的輕蔑，我也要輕視自己。至於你所説的那些婢女，我決意要讓她們尊敬我。”（撒母耳記下6:21，22）
因此大衛便不再親近米甲，而她終生也就再無兒女。

## 参看
- 撒母耳记上
- 撒母耳记下
- 历代志
- 大卫